# Dzieci kukurydzy II: Ostateczne poświęcenie
Dzieci kukurydzy II: Ostateczne poświęcenie lub Dzieci z pola kukurydzianego II: Krwawy plon (tytuł oryg. Children of the Corn II: The Final Sacrifice) − amerykański film fabularny z 1992 roku, sequel horroru Dzieci kukurydzy (1984). Obraz wyreżyserował David Price, w rolach głównych wystąpili: Terence Knox, Paul Scherrer, Ryan Bollman i Ned Romero. 
Film był dystrybuowany w kinach w Stanach Zjednoczonych; poza tym rozpowszechniony został jednak głównie na rynku video.

## Obsada
- Ryan Bollman − Micah
- Paul Scherrer − Danny Garret
- Terence Knox − John Garret
- Christie Clark − Lacey Hellerstat
- Marty Terry − pani Ruby Burke
- Sean Bridgers − Jedediah
- Rosalind Allen − Angela Casual
- Ned Romero − Frank Redbear

## Nagrody i wyróżnienia
- 1993, Fantasporto Film Festival
  - nominacja do nagrody International Fantasy Film w kategorii najlepszy film (wyróżniony: David Price)[4]